# چمچه سبز
چمچه سبز (نام علمی: Dasylirion acrotrichum) نام یک گونه از زیرخانواده کوله‌خاسیان است.